# Victor Boştinaru
Victor Boştinaru (Valea Mare, 17 mei 1952) is een Roemeens politicus en was lid van het Europees Parlement. Hij is lid van de PSD en maakte deel uit van de Partij van de Europese Sociaaldemocraten. Hij werd verkozen tot lid van het Europees Parlement in 2007 bij de toetreding van Roemenië tot de Europese Unie en herkozen in 2009 en 2014.

## Carrière
Victor Boştinaru studeerde aan de Universiteit in Boekarest en behaalde daar twee graden, Geschiedenis en geografie in 1974 en geschiedenis en filosofie in 1981. Hij was leraar in Petreşti, een dorp in de gemeente Corbeanca (Ilfov) van 1974 tot 1977 en in Găești van 1977 tot 1989, het jaar van de revolutie. Hij werd voorzitter van de CFSN van Găești in 1989, in 1990 werd het CFSN omgedoopt tot de CPUN waarbij hij voorzitter bleef. In 1990 werd hij lid van het Front voor Nationale Redding, de politieke partij die voortkwam uit de CPUN en werd hij gedeputeerde namens het district Dâmbovița. In 1992, bij de afsplitsing van de FDSN (de latere PSD) blijft Victor Boştinaru bij de FSN (de later PD-L). In 1993 wordt hij vicepresident van de partij die zich inmiddels heeft omgedoopt in PD-FSN maar al gauw PD heet, en wordt hij parlementslid. Binnen de PD hield hij zich vooral bezig met internationale en Europese relaties.
In 2001 stapte hij over naar de PSD alwaar hij zijn werkzaamheden in de internationale relaties en beleid voortzette. In 2007 werd hij Europarlementariër. In 2009 werd hij herkozen evenals in 2014. Bij de Europese verkiezingen van 2019 was hij niet meer verkiesbaar. Hij is voorzitter van het "Western Balkan Forum".
In het Europees Parlement was hij;
- lid van het comité voor regionale ontwikkeling (REGI) van 2007 tot 2019
- lid van het comité voor petities (PETI) van 2007 tot 2014, en coördinator voor de S&D groep voor het Europees Parlementaire comité werk
- lid van het comité voor buitenlandse zaken van 2017 tot 2019
- lid van de delegatie voor relaties met China van 2012 tot 2019, waaronder vice-voorzitter van 2012 tot 2014
- lid van de delegatie voor de betrekkingen met Zuidoost Europa van 2007 tot 2009
- lid van de delegatie voor de betrekkingen met Albania, Bosnia and Herzegovina, Serbia, Montenegro and Kosovo van 2009 tot 2014, waaronder vice-voorzitter van 2009 tot 2012
- lid van de informele “Europese vrienden van Israel” groep binnen het Europees Parlement
- lid van de informele “Vrienden van Servië” groep binnen het Europees Parlement